# Octave Biot
 (février 2023).
- Si vous ne connaissez pas le sujet, laissez ce bandeau (vous pouvez alors contacter les auteurs).
- Si vous supprimez le contenu mis en cause (vous pouvez préalablement contacter les auteurs),

argumentez précisément cette suppression dans la page de discussion
(un manque de référence n'est pas un argument ; une recherche réelle de référence doit avoir été effectuée, être formellement documentée).
Octave Biot, né le 24 mai 1844 dans l'ancien 10e arrondissement de Paris mort le 27 juillet 1916 dans le 9e arrondissement de Paris, est un officier militaire pendant la guerre franco-prussienne, puis secrétaire au sein de plusieurs grandes rédactions.

## Biographie
Octave Biot est né le 24 mai 1844 dans l'ancien 10e arrondissement de Paris. Il est baptisé le lendemain au sein de la paroisse Saint-Pierre-du-Gros-Caillou dans le 7e arrondissement de Paris.
Il est lieutenant de la garde impériale au cours de la guerre franco-prussienne et participe à la Bataille de Forbach-Spicheren ainsi qu'à la bataille de Saint-Privat. Il est alors fait prisonnier à Metz. Il est promu officier supérieur.
En 1892, il rédige, en collaboration avec Émile Massard, un ouvrage nationaliste.
Lors de l'affaire Dreyfus, il écrit des articles « souvent fort bien informés consacrés aux questions militaires » sous le pseudonyme de « Cdt. Z. » pour le journal politique et antisémite, La Libre Parole. Il en devient le secrétaire de rédaction quelque temps après. Il rallie plus tard L'Action française lorsque La Libre Parole refuse de se positionner comme monarchiste. D'abord rédacteur, il devient chef du secrétariat de la rédaction à L'Action française.
Il est inhumé le 30 juillet 1916 au cimetière de Montmartre.

## Publications
- La France et la Russie contre la Triple alliance : grand récit patriotique et militaire, en collaboration avec Émile Massard, A. Fayard, Paris, 1892